# (19425) Nicholasrapp
(19425) Nicholasrapp (1998 FW61) – planetoida z pasa głównego asteroid okrążająca Słońce w ciągu 3,83 lat w średniej odległości 2,45 j.a. Odkryta 20 marca 1998 roku.